# Paspalum thunbergii
Paspalum thunbergii är en gräsart som beskrevs av Carl Sigismund Kunth och Ernst Gottlieb von Steudel. Paspalum thunbergii ingår i släktet tvillinghirser, och familjen gräs. Inga underarter finns listade i Catalogue of Life.